# Antonio Rius Miró
Antonio Rius Miró, químico español nacido el 15 de mayo de 1890 en Reus, Tarragona, y fallecido el 2 de junio de 1973.
Fue doctor en Ciencias Químicas y catedrático de Química Técnica de la Facultad de Ciencias de la Universidad de Madrid. Ocupó el puesto de vicepresidente del Consejo Superior de Investigaciones Científicas así como la presidencia de la Real Sociedad Española de Física y Química y la dirección de las Escuelas Superior y Elemental de Trabajo de Madrid. Técnico Químico del Instituto de Biología Animal.